# Veenwolfspin
De veenwolfspin (Pardosa paludicola) is een spinnensoort uit de familie van de wolfspinnen (Lycosidae). De wetenschappelijke naam van de soort werd, als Araneus paludicola, in 1758 gepubliceerd door Carl Alexander Clerck.